# Franck Etoundi
Franck Mbia Etoundi (* 30. August 1990 in Douala, Kamerun) ist ein kamerunischer Fußballspieler.

## Karriere

### Verein
Als Junior spielte Etoundi in Yaoundé für den Dragons Club und den Ouragan FC. Im September 2009 unterzeichnete er beim Schweizer Erstligisten Neuchâtel Xamax seinen ersten Profivertrag und debütierte am 14. Februar 2010 bei der 1:3-Niederlage gegen den FC Basel. Sein erstes Tor gelang ihm beim 3:3-Unentschieden gegen den FC Zürich am 16. Mai 2010. Bei Xamax konnte er sich jedoch nicht durchsetzen und hatte nur vier Ligaeinsätze. In der Folge wurde Etoundi an den Challenge-Ligisten FC Biel-Bienne ausgeliehen, für den er 30 Pflichtspieleinsätze in der Saison 2010/11 absolvierte und dabei 13 Tore schoss. Ende Saison wechselte er zum Ligakonkurrenten FC St. Gallen, mit dem er 2012 in die Super League aufstieg. Im Sommer 2013 unterschrieb Etoundi beim Super-League-Verein FC Zürich, mit dem er 2014 sowie 2016 den nationalen Pokal gewann. Im Sommer 2015 scheiterte ein Transfer zum SC Bastia in letzter Sekunde. Zur Saison 2016/17 wurde er vom türkischen Erstligisten Kasımpaşa Istanbul verpflichtet. Es folgten weitere Stationen bei Boluspor, dem FC Sochaux, NK Slaven Belupo Koprivnica und AS Vitré. Ab dem 29. Juli 2022 stand der Stürmer dann für ein halbes Jahr beim luxemburgischen Erstligisten UN Käerjéng 97 unter Vertrag und erzielte dort in zehn Ligaspielen zwei Treffer.

### Nationalmannschaft
Für das Afrika-Cup-Qualifikationsspiel gegen die Demokratische Republik Kongo vom 6. September 2014 wurde Etoundi erstmals von Trainer Volker Finke in die kamerunische A-Nationalmannschaft einberufen, blieb dabei jedoch ohne Einsatz. Am 15. November 2014 kam er im Rückspiel gegen die DR Kongo zum Länderspieldebüt. Ebenfalls gegen die DR Kongo gelang ihm am 7. Januar 2015 in einem Freundschaftsspiel das erste Tor für die Auswahl. Insgesamt absolvierte er in zwei Jahren zwölf Partien und erzielte dabei einen Treffer.

## Erfolge
- Schweizer Pokalsieger: 2014, 2016

## Sonstiges
Seine technischen Defizite macht der massige Stürmer mit seiner Schnelligkeit und Kopfballstärke wett. Er gilt aufgrund seiner aufopfernden Spielweise als Fan-Liebling. Sein älterer Bruder Stéphane Mbia (* 1986) ist ebenfalls Fußballprofi und spielte u. a. bei Olympique Marseille, Trabzonspor und dem FC Sevilla, wo er zwei Mal die UEFA Europa League gewann.